# The Last Emperor
The Last Emperor (L'ultimo imperatore) is een biografisch-historische dramafilm uit 1987 onder regie van Bernardo Bertolucci. Het verhaal gaat over het leven van Ai-xin-jue-luo Pu-yi, alias Henry Pu-Yi, de laatste keizer van China. Het scenario is mede gebaseerd op diens eigen autobiografie en geschreven door Mark Peploe en Bernardo Bertolucci. Het was de eerste film waarvoor met toestemming van de regering van de Volksrepubliek China opnames werden gemaakt in de Verboden Stad.
The Last Emperor won negen Oscars, waaronder die voor beste film, beste regie en beste scenario. Daarnaast kreeg de film meer dan 35 andere prijzen toegekend, waaronder vier Golden Globes, drie BAFTA Awards, een European Film Award, negen Premi David di Donatello, een César en een Grammy Award voor de filmmuziek.
De omvangrijkste rollen zijn voor John Lone, Joan Chen, Peter O'Toole, Ruocheng Ying, Victor Wong, Dennis Dun, Ryuichi Sakamoto, Maggie Han, Ric Young en Vivian Wu. De versie die voor bioscoop werd uitgebracht duurt 150 minuten; de lange versie 210 minuten.

## Rolverdeling
| Acteur               | Personage                          |
| -------------------- | ---------------------------------- |
| John Lone            | Puyi (volwassen)                   |
| Richard Vuu          | Puyi (3 jr.)                       |
| Tijger Tsou          | Puyi (8 jr.)                       |
| Wu Tao               | Puyi (15 jr.)                      |
| Joan Chen            | Wanrong                            |
| Peter O'Toole        | Reginald Johnston                  |
| Ying Ruocheng        | Strafkampbestuurder                |
| Victor Wong          | Chen Baochen                       |
| Dennis Dun           | Big Li                             |
| Ryuichi Sakamoto     | Amakasu Masahiko                   |
| Maggie Han           | Oosterse Jewel (Kawashima Yoshiko) |
| Ric Young            | Ondervrager                        |
| Wu Junmei            | Wenxiu                             |
| Cary-Hiroyuki Tagawa | Chang                              |
| Jade Go              | Ar Mo                              |
| Fumihiko Ikeda       | Kolonel Yoshioka                   |

## Achtergrond
Sommige personages in de film (zoals de Japanner die bij Pu-Yi aan de touwtjes trekt - een rol van Ryuichi Sakamoto) zijn samensmeltingen van bestaande personen, maar de meeste personages en gebeurtenissen komen overeen met bestaande personen en gebeurtenissen uit Pu-Yi's leven. Toch hebben historici zich afgevraagd of de documenten waarop de film is gebaseerd - onder meer Pu-Yi's autobiografie, en beschrijvingen van hem door zijn Britse leraar - wel kloppen. In de film, en in deze documenten, wordt Pu-Yi afgeschilderd als een pion in een schaakspel dat door machtiger personen wordt gespeeld, maar velen hebben erop gewezen dat Pu-Yi zou zijn geëxecuteerd als hij zichzelf anders had afgeschilderd.

## Soundtrack
Hoewel deze niet op de soundtrack van het album stond, werd de volgende muziek in de film gespeeld: "Am I Blue" (1929) gezongen door John Lone als Puyi, "Auld Lang Syne" in de partituur wanneer Johnston afscheid neemt van Puyi en "China Boy" (1922) gespeeld door de jazzband nadat Puyi klaar is met het zingen van "Am I Blue".